# Переказний вексель
Переказний вексель або тратта — це письмовий наказ векселедавця платнику (трасату) про сплату векселедержателю певної суми грошей у визначеному місці у визначений час. Причому отримувачем коштів може виступати як перший векселедержатель (ремітент), так і кожен з наступних векселедержателів (індосат).
Трасант — векселедавець переказного векселя.